# Gisela Agnes de Anhalt-Köthen
Gisela Agnes de Anhalt-Köthen (21 septembrie 1722 – 20 aprilie 1751) a fost prințesă de Anhalt-Köthen prin naștere și Ducesă de Anhalt-Dessau prin căsătorie.

## Biografie
Gisela Agnes a fost singurul copil care a atins vârsta adultă a Prințului Leopold de Anhalt-Köthen (1694–1728) din prima sa căsătorie cu Frederica Henriette (1702–1723), fiica Prințului Karl Frederick de Anhalt-Bernburg.
Când tatăl ei a murit fără moștenitori pe linie masculină, el a fost succedat ca Prinț de Anhalt-Köthen de unchiul ei, August Ludwig de Anhalt-Köthen. Totuși Gisela a pretins titlul. Prințul Johann Augustus, Prinț de Anhalt-Zerbst a mediat conflictul și s-a ajuns la un compromis. Gisela a fost compensată cu suma de 100000 de taleri plus un venit anual până la căsătorie. De asemenea, ea a primit colecția tatălui ei de arme și monede și alți 32000 de taleri pentru domeniile Prosigk, Klepzig și Köthen.
S-a căsătorit la  25 mai 1737 la Bernburg cu vărul ei Prințul Leopold de Anhalt-Dessau (1700–1751). Mariajul a fost descris ca fiind fericit, cuplul având șapte copii. Decesul soției sale l-a lovit pe Leopold al II-lea atât de tare încât opt luni mai târziu a murit și el.

### Copii
Gisel și Leopold au avut șapte copii:
1. Leopold III Frederick Franz (n. 10 august 1740, Dessau – d. 9 august 1817, Luisium bei Dessau), următorul Prinț de Anhalt-Dessau.
2. Louise Agnes Margarete (n. 15 august 1742, Dessau – d. 11 iulie 1743, Dessau).
3. Henrietta Katharina Agnes (n. 5 iunie 1744, Dessau – d. 15 decembrie 1799, Dessau), căsătorită la 26 octombrie 1779 cu Johann Justus, Freiherr von Loën.
4. Marie Leopoldine (n. 18 noiembrie 1746, Dessau – d. 15 aprilie 1769, Detmold), căsătorită la 4 august 1765 cu Simon August, Conte de Lippe-Detmold.
5. Johann Georg (n. 28 ianuarie 1748, Dessau – d. 1 aprilie 1811, Vienna).
6. Casimire (n. 19 ianuarie 1749, Dessau – d. 8 noiembrie 1778, Detmold), căsătorită la 9 noiembrie 1769 cu Simon August, Conte de Lippe-Detmold, văduvul surorii sale.
7. Albert Frederick (n. 22 aprilie 1750, Dessau – d. 31 octombrie 1811, Dessau), căsătorit la 25 octombrie 1774 cu Henriette de Lippe-Weissenfeld.

1. ↑  The Peerage